# Nico Müller (pilote automobile)
Pour les articles homonymes, voir Nico Müller et Müller.
Nico Müller, né le 25 février 1992 à Thoune (canton de Berne), est un pilote automobile suisse.

## Carrière
- 2007 : Karting : Championnat Suisse KF3 Champion
- 2008 : Formule Renault 2.0 Suisse 5e
- 2009 : Formule Renault 2.0 Suisse Champion
- 2010 : GP3 Series, avec l'écurie Jenzer Motorsport
- 2019-2021 : Formule E avec Dragon / Penske
- 2022 : Championnat du monde d'endurance avec l'écurie Vector Sport